# 豆坝镇
豆坝镇，是中华人民共和国甘肃省陇南市康县下辖的一个乡镇级行政单位。
2014年，甘肃省民政厅批复同意撤销豆坝乡，设立豆坝镇。

## 行政区划
豆坝镇下辖以下地区：
味石村、元丰村、栗子坪村、豆坝村、林口村、安河村、大河村、安山村、常沟村、冯芦村、周家沟村、捷垭村、刘坝村、李坝村和杨李村。